# Together We Stand Alone
Together We Stand Alone är ett album med den svenska artisten Yohio. Albumet släpptes under 2014. Det är inspelat med skivbolaget Ninetone Records.

## Låtlista
1. Prophet In Disguise
2. Don't Let Go
3. Rocket
4. To The End
5. Before I Fade Away
6. Togheter We Stand Alone
7. Shatterd Dreams Of A Broken Nation
8. Welcome To The City (Amy Diamond Cover)
9. You're The One
10. Invidia
11. I norrländska skogarnas dvala
12. Let The Rain Fall Down

## Singlar från albumnet
1. Rocket
2. To The End
3. Welcome To The City
4. You're The One